# Równina Mazurska

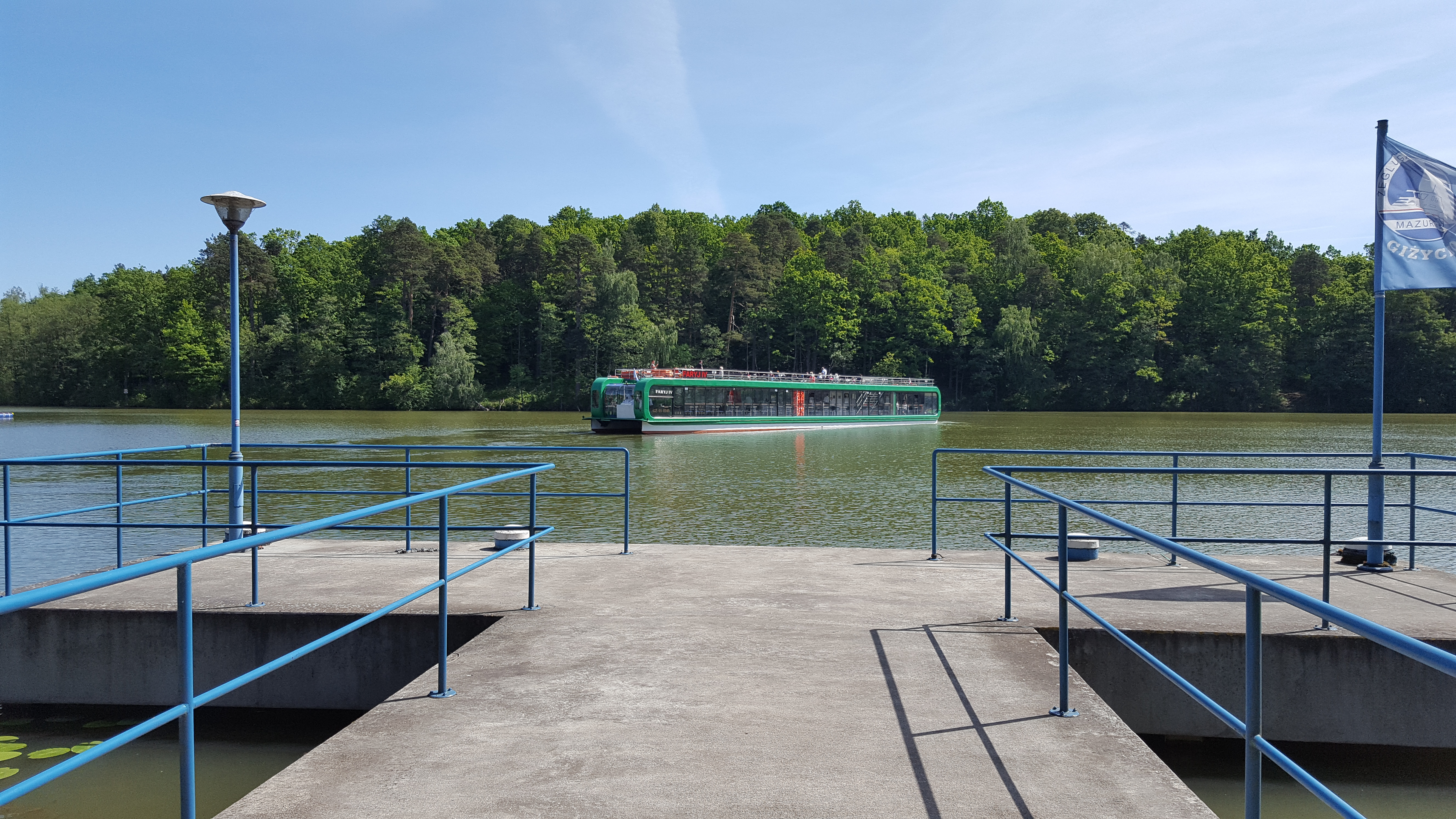
Anlegestelle in Ruciane-Nida

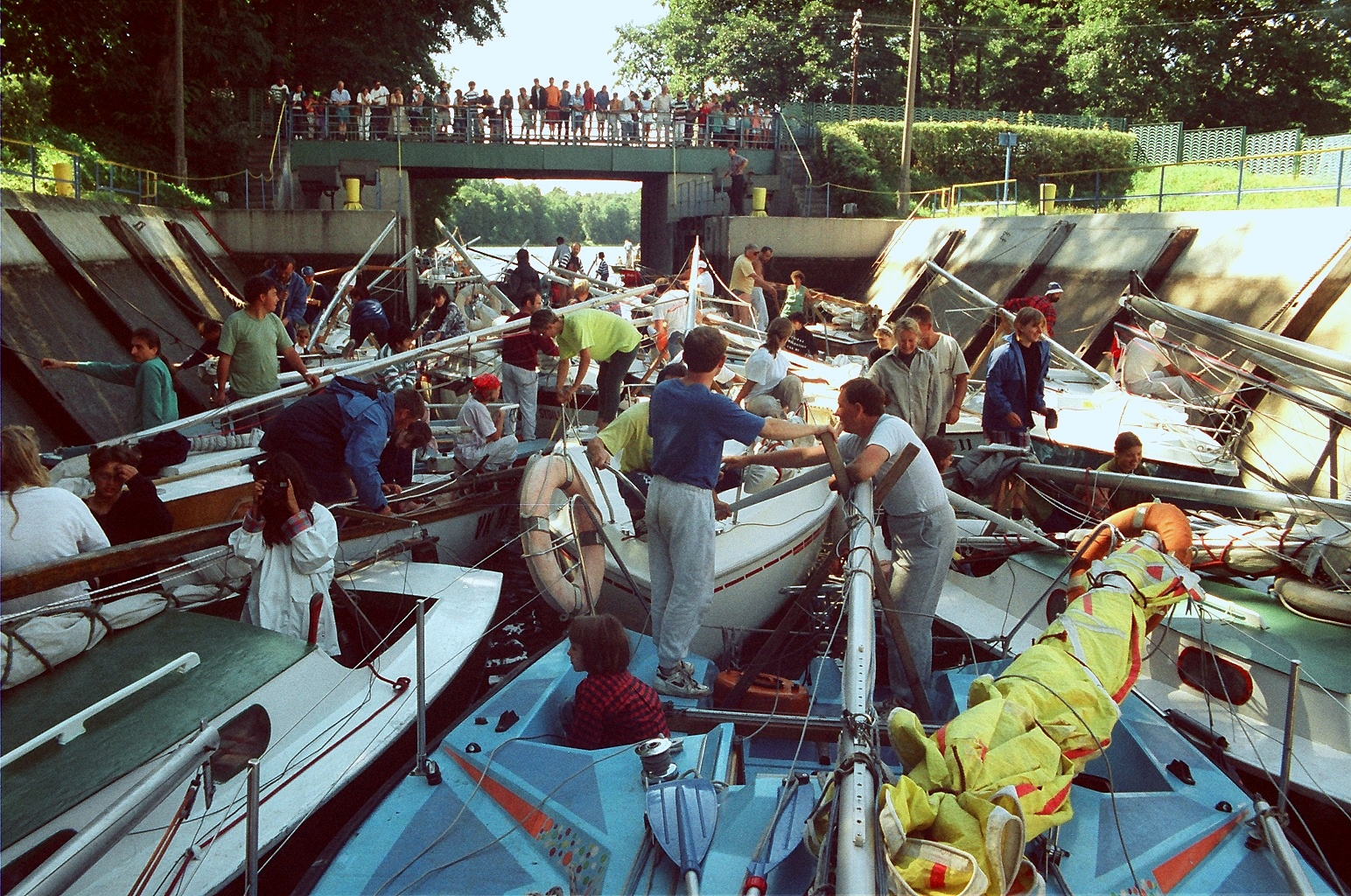
Schleuse Guzianka

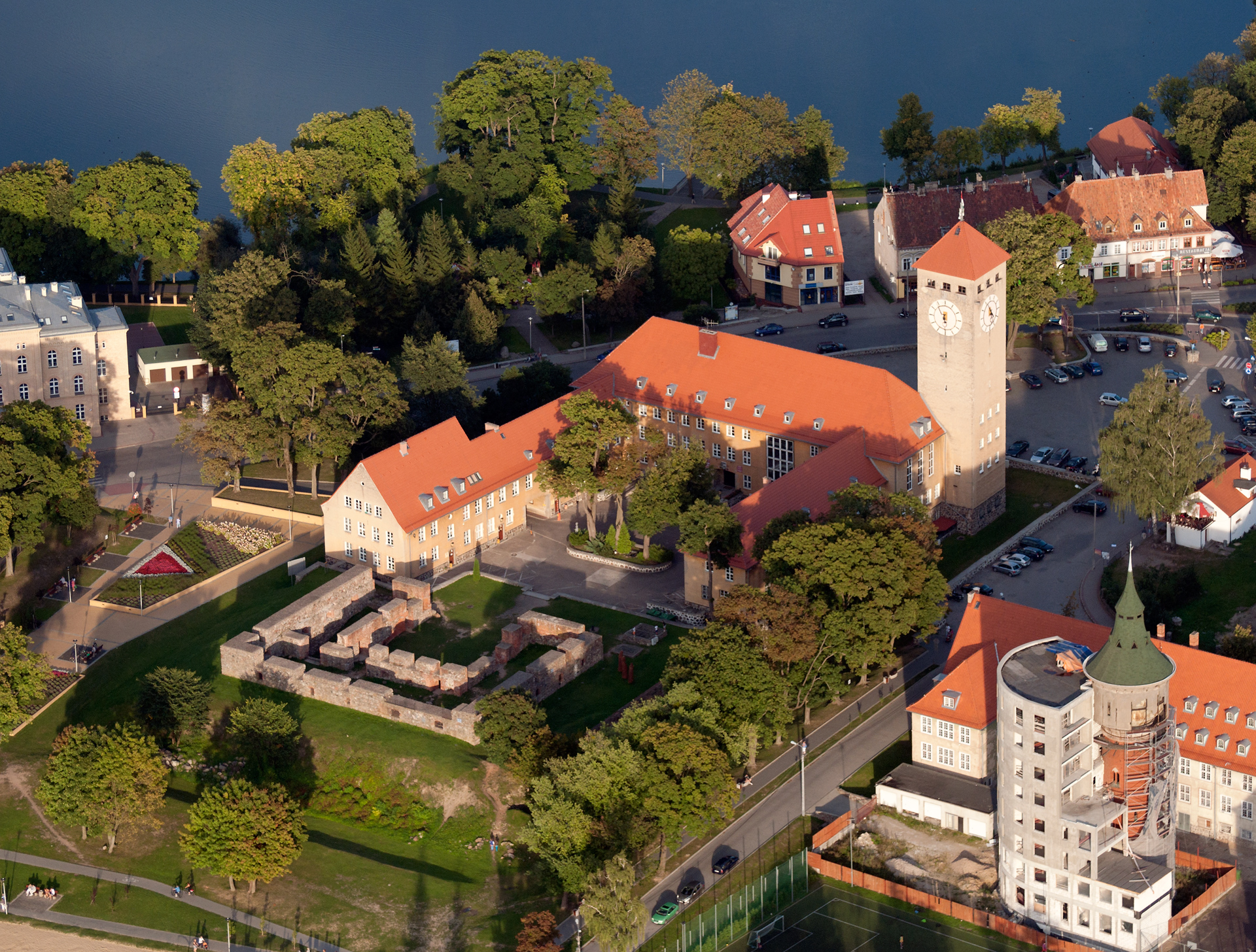
Ortskern in Szczytno

Die Równina Mazurska, deutsch Masurische Ebene, ist eine Mesoregion sowie Seenlandschaft in der Woiwodschaft Ermland-Masuren in Polen.

## Lage
Die Równina Mazurska ist der südlichste Teil der Masurischen Seenplatte. Im Norden grenzt sie an die Großen Masurischen Seen und die Sensburger Seenplatte, im Westen an den Löbauer Rücken und die Allensteiner Seenplatte, im Osten an die Lycker Seenplatte sowie im Süden an die Kurpengauer Ebene und das Mławaer Hügelland, die bereits Bestandteil der Nordmasowischen Tiefebene sind.

## Geologie
Die Równina Mazurska besteht aus einer Vielzahl von Seen in einer Moränenlandschaft. Charakteristisch für diese Landschaft sind glaziale Rinnen zwischen den Hügeln, entstanden durch die abtragende Wirkung der Schmelzwässer beim Abschmelzen der Gletscher, die später die Seen aufnahmen. Die Seendichte nimmt von Norden nach Süden ab. Die Region ist dicht bewaldet. Im Südwesten und Südosten befinden sich die Urwälder Rudczanny-Heide und Johannisburger Heide.

## Seen
Die größten Seen sind:
- Roś
- Jezioro Nidzkie
- Duś
- Guzianka Wielka

## Flüsse
Die Równina Mazurska entwässert den Südteil der Großen Masurischen Seen über die Pisa in die Narew und weiter in die Weichsel. Weitere bedeutende Flüsse der Region sind:
- Omulew
- Szkwa
- Rozoga

## Besiedlung
Die Równina Mazurska ist dünn besiedelt. Zu den wichtigsten Kleinstädten zählen:
- Pisz
- Szczytno
- Ruciane-Nida